# Lissochlora viridifimbria
Lissochlora viridifimbria är en fjärilsart som beskrevs av Paul Dognin 1911. Lissochlora viridifimbria ingår i släktet Lissochlora och familjen mätare. Inga underarter finns listade i Catalogue of Life.